# Bärenreiter
Bärenreiter je hudební vydavatelství se sídlem v německém Kasselu. Založeno bylo Karlem Vötterlem v Augsburgu roku 1923.
Další pobočky vydavatelství jsou také v Basileji, Londýně, New Yorku a Praze.